# Середа, Семён Пафнутьевич
Семён Пафнутьевич Середа (1 февраля 1871 года, село Сетолово, Черниговская губерния (ныне Почепский район, Брянская область) — 21 мая 1933 года, Москва) — российский революционер, член Учредительного собрания, нарком земледелия РСФСР (1918—1921).

## Биография
Из дворян. Родился в семье железнодорожного служащего. Отец — Пафнутий Яковлевич, из обедневших дворян, служил начальником станции Дубровка Орловско-Витебской железной дороги. Мать, Варвара Павловна, занималась воспитанием детей. Их в семье было трое: Григорий, Николай и младший Семен. Григорий учительствовал в Брянском уезде. Николай, подпоручик Копорского полка, служил в Смоленске.
Сначала был отдан в прогимназию небольшого уездного города Рославля, где он проучился три года. В 1885 году перевёлся в Александровское реальное училище в Смоленске. Учился с увлечением, был очень любознателен.
В семнадцать лет — участник смоленского революционного кружка народовольческого направления, где познакомился с марксистской литературой. На занятиях кружка неоднократно поднимался вопрос «об изменении существующего способа правления в России», как сообщали наблюдатели полиции в своих донесениях. В кружке было более двадцати человек различных профессий и социального положения, в основном одного возраста: семнадцать—двадцать лет. Собирались в небольшой комнатке на втором этаже дома Морозова, стоявшего на углу Старопетербургской улицы и Сенной площади.
С самого начала участия и работе кружка выделился своей энергией и стремлением к практическим революционным действиям.
Весной 1889 года едет в Москву, где через знакомых студентов сближается с марксистами. Вернувшись в Смоленск, с группой товарищей организует подпольную типографию. На квартире рабочего-типографщика Я. М. Звирина печатает листки «От исполнительного комитета». В этот же период у С. Середы хранится библиотека нелегальной литературы, он поддерживает связи с марксистами не только Москвы и Орла, но и Петербурга, Минска и других городов.
Активная деятельность юноши была замечена полицией, и 21 июля 1889 года восемнадцатилетний воспитанник четвертого класса Смоленского реального училища был арестован. Ему было предъявлено обвинение в причастности к деятельности революционного кружка.
Следствие длилось почти год. С. Середа и на предварительном следствии, и в тюрьме держался с большой выдержкой и спокойствием, находил в себе силы поддерживать арестованных вместе с ним товарищей.
Вот как отзывался о нём один из членов этого кружка, тоже арестованный по обвинению в противоправительственной деятельности, но значительно старше по возрасту: «издавна считался в Смоленске главарём всех революционеров, так как был, во всяком случае, и умнее всех из молодежи, и известен всем со школьной скамьи. У него много знакомых среди семинаристов, гимназистов, реалистов и гимназисток. Еще когда я не был знаком с ним, я уже слышал о нем как о выдающемся человеке, умном, оригинальном и талантливом. Необходимо заметить, что Середа действительно, несмотря на свою молодость, человек очень умный и обладает, кроме того, несомненными организаторскими способностями, твердостью и ясностью мыслей и достаточной дозой практичности. Все это в соединении с замечательной прямолинейностью его крайних убеждений производит особое впечатление и заставляет невольно обращать внимание на эту личность».
Возможно, отзыв несколько субъективен, но основные черты характера юноши из этого документа видны ясно.
6 июня 1890 года шесть участников этого кружка из сорока, привлеченных по обвинению, в том числе и девятнадцатилетний С. Середа, по указу царя были приговорены к одиночному тюремному заключению сроком на один год с последующим подчинением на три года гласному надзору полиции.
С 6 июня 1890 года по 6 июня 1891 года отбывал наказание в санкт-петербургской тюрьме «Кресты».
В этой «образцовой» тюрьме условия содержания были таковы, что С. Середа заболел туберкулезом. Но ни болезнь, ни одиночное заключение не сломили его волю. Он вышел из тюрьмы сохранившим свои убеждения.
6 июня 1891 года градоначальник Санкт-Петербурга сообщил в департамент полиции о том, что С. Середа по отбытии тюремного заключения отправлен на постоянное жительство к родителям на станцию Дубровка, которая находилась в пределах Брянского уезда, и подчинён гласному надзору орловского губернатора (с ежедневным докладом в полицейском управлении о своих занятиях).
В ноябре 1894 года уезжает в Киев. С 1894 по 1897 год работает в Управлении Юго-Западной железной дороги, и тесно связан с революционной молодежью, принимает участие в деятельности марксистских кружков.
Полиция ведёт негласное наблюдение за ним, отмечает в журналах наблюдений: «Постоянно вращается в кругу революционно настроенной молодежи, состоящей под надзором полиции». Даже о женитьбе С. Середы в департамент полиции, в Петербург, приходит специальное донесение начальника Киевского губернского жандармского управления.
Мотивируя свою просьбу тем, что в Москве живет его старший брат Григорий и там часто бывает его мать, С. Середа просит департамент полиции разрешить ему жительство в Москве, но получает отказ из-за своей «неблагонадежности».
С 1896 года работал в органах земской статистики.
Середа переезжает в Орёл, но живет там недолго, и в начале января 1897 года он с семьей уже в Калуге, работает в Калужской губернской земской управе.
В Калуге в это время отбывали ссылку многие впоследствии видные большевики: И. Дубровинский, Н. Доброхотов, П. Быков и другие. Благодаря их активному участию в городе началась активизация социал-демократического движения. Среди прогрессивно настроенной интеллигенции и молодежи стала распространяться нелегальная литература: прокламации, брошюры, часть из которых печаталась в Калуге. Шла борьба марксистского и народнического направлений. С. Середа входит в группу марксистов и принимает активное участие во всех ее начинаниях. С его участием были подготовлены «Статистические обзоры» за 1897 и 1898 годы, выпущенные губернским земством и посвященные экономике Калужской губернии.
Вместе с другими марксистами принимал активное участие и в работе культурно-просветительного общества Калужской бесплатной народной библиотеки-читальни. Через эту библиотеку в городе пропагандировались социально-экономические знания.
Весной 1898 года живёт непродолжительное время в Смоленске, а летом этого же года после получения разрешения переезжает наконец-то на жительство в Москву. В совершенно секретном донесении департамента полиции начальнику отделения по охранению общественной безопасности и порядка в Москве подчеркивалось, что, поскольку он «принадлежит к особой группе пропагандистов», за ним надлежит установить постоянный неослабный негласный надзор полиции.
Все три года жизни Середы в Москве (1898—1901) — связной Московского комитета РСДРП. Когда нависла опасность ареста, уехал в Смоленск.
С 1901 по 1908 год работал в Смоленской губернской земской управе, был заведующим оценочно-статистическим отделением.
22 января 1902 года уехал за границу — в Бельгию, проживал в Брюсселе. 19 августа 1902 года через Варшаву возвратился в Смоленск.
В 1903 году присоединился к большевистской фракции РСДРП.
Организует изучение материалов II съезда РСДРП среди рабочих промышленных предприятий города и служащих земской управы, налаживает распространение листовок и прокламаций. Распоряжением смоленского губернатора отстраняется от работы в земской управе с января 1909 года.
С конца 1908 года заведующий оценочно-статистическим отделением Рязанской губернской земской управы.
В апреле 1911 года даёт экономическое обоснование необходимости строительства железнодорожной ветки до Касимова. В том же году добивается ассигнования средств на организацию переписи кустарного промысла в губернии. В 1912 году проводит эту перепись и разрабатывает конкретные мероприятия по развитию промыслов, организует кустарный музей в Рязани, налаживает через него помощь кустарям в приобретении материала и в сбыте готовой продукции, анализирует причины отходничества и переселения из губернии, активно участвует в подготовке и выпуске «Экономических обзоров Рязанской губернии».
Для связи с Московским, а также и Петербургским партийными комитетами использовал своё официальное положение.
3 марта 1917 года у здания городской думы на Астраханской улице (ныне улица Ленина) прошёл митинг в поддержку Февральской революции, на котором он впервые открыто выступил. По его предложению в этот же день был создан Совет рабочих депутатов города Рязани, в который он также вошёл, став одним из пяти членов его президиума.
На губернском съезде общественных организаций, созванном представителями Временного правительства в губернии, куда съехалось более 150 представителей от уездов и волостей, был большинством голосов избран председателем этого съезда.
11 сентября 1917 года Рязанский Совет рабочих депутатов избрал его своим представителем на Демократическое совещание, которое проходило с 14 по 22 сентября 1917 года в Петрограде.
Участник первого губернского съезда большевиков, состоявшегося 8 октября 1917 года. Он вошел в список № 5 (список большевиков) от Рязанской губернии и был избран в Учредительное собрание.
8 сентября 1917 года Рязанский Совет рабочих депутатов по его предложению принял решение об организации отрядов Красной гвардии.
В конце октября на правах заместителя председателя вошёл в состав рязанского Военно-революционного комитета
В декабре 1917 года утверждается губернским комиссаром местных дел.
4 апреля 1918 года он был утверждён народным комиссаром земледелия РСФСР и уехал в Москву.
В мае 1919 года утверждён также членом редколлегии газеты «Голос трудового крестьянства».
9 декабря 1920 года подал заявление в ЦК партии об освобождении его от обязанностей наркома по состоянию здоровья.
В 1920—1923 годах — член Президиума ВСНХ РСФСР, член Президиума Государственной плановой комиссии при Экономическом Совещании РСФСР.
В начале 1921 года введён в состав президиума Госплана, назначен заместителем председателя Госплана и председателем сельскохозяйственной секции (от обязанностей наркома земледелия его освободили в 1922 году). Тогда же назначен членом комиссии Совета Труда и Обороны по учету и реализации государственных фондов.
Им написана брошюра «Восстановление хозяйства и развитие производительных сил юго-востока РСФСР, пострадавшего от неурожая 1921 года», изданная в 1922 году Госпланом, а несколько позже переведённая на английский язык. В ней вскрывались причины неурожая и указывались конкретные пути ликвидации последствий голода.
Одновременно, с 1921 года, работал и в ВСНХ РСФСР, был членом его президиума, а с июня 1922 года — заместителем председателя.
В 1923—1927 годах — председатель Промышленно-экономического Совета ВСНХ СССР, заместитель председателя ВСНХ СССР. С мая 1923 года член комиссии Народного комиссариата внутренней торговли, с октября 1924 года — член коллегии Главного экономического управления ВСНХ СССР, а с декабря того же года — член президиума Промплана ВСНХ СССР. Изучает условия и пути развития частного капитала в товарообороте, на денежном рынке, в промышленности с целью установления политики в отношении частного капитала.
В 1927 год назначен управляющим Промплана ВСНХ СССР, заместителем управляющего ЦСУ СССР, с 15 июля 1927 года  — управляющий ЦСУ РСФСР (в этой должности работал до 1930 года).
Последние годы жизни (1930—1933) работал заместителем председателя Госплана РСФСР и заместителем председателя СНК РСФСР.
Был делегатом I, II, III, IV и ряда других Всероссийских съездов Советов. Избирался членом ВЦИК, был участником Всероссийских партийных съездов и конференций, членом Общества старых большевиков.

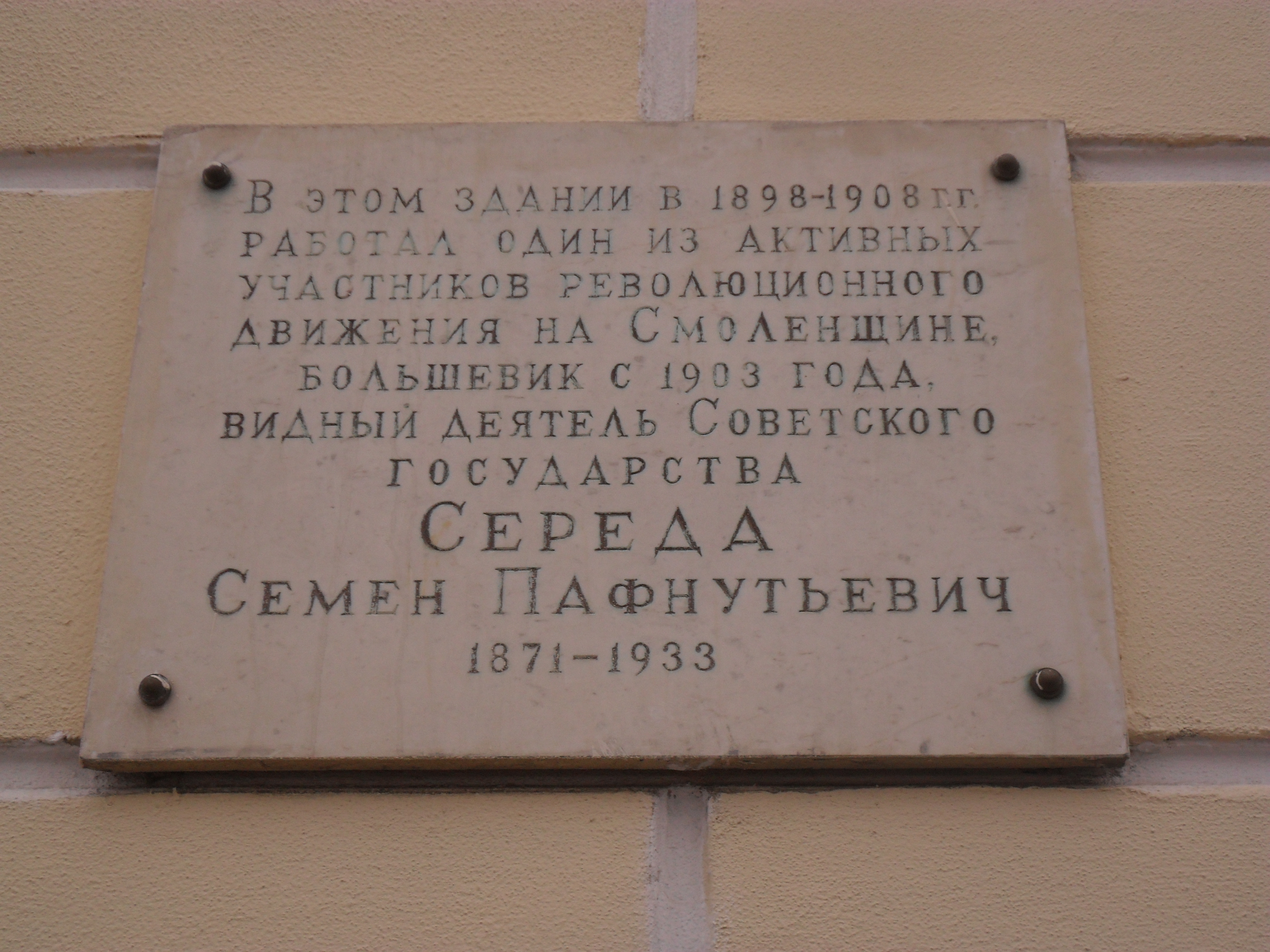
Мемориальная доска С.Середе на улице Октябрьской Революции в Смоленске.

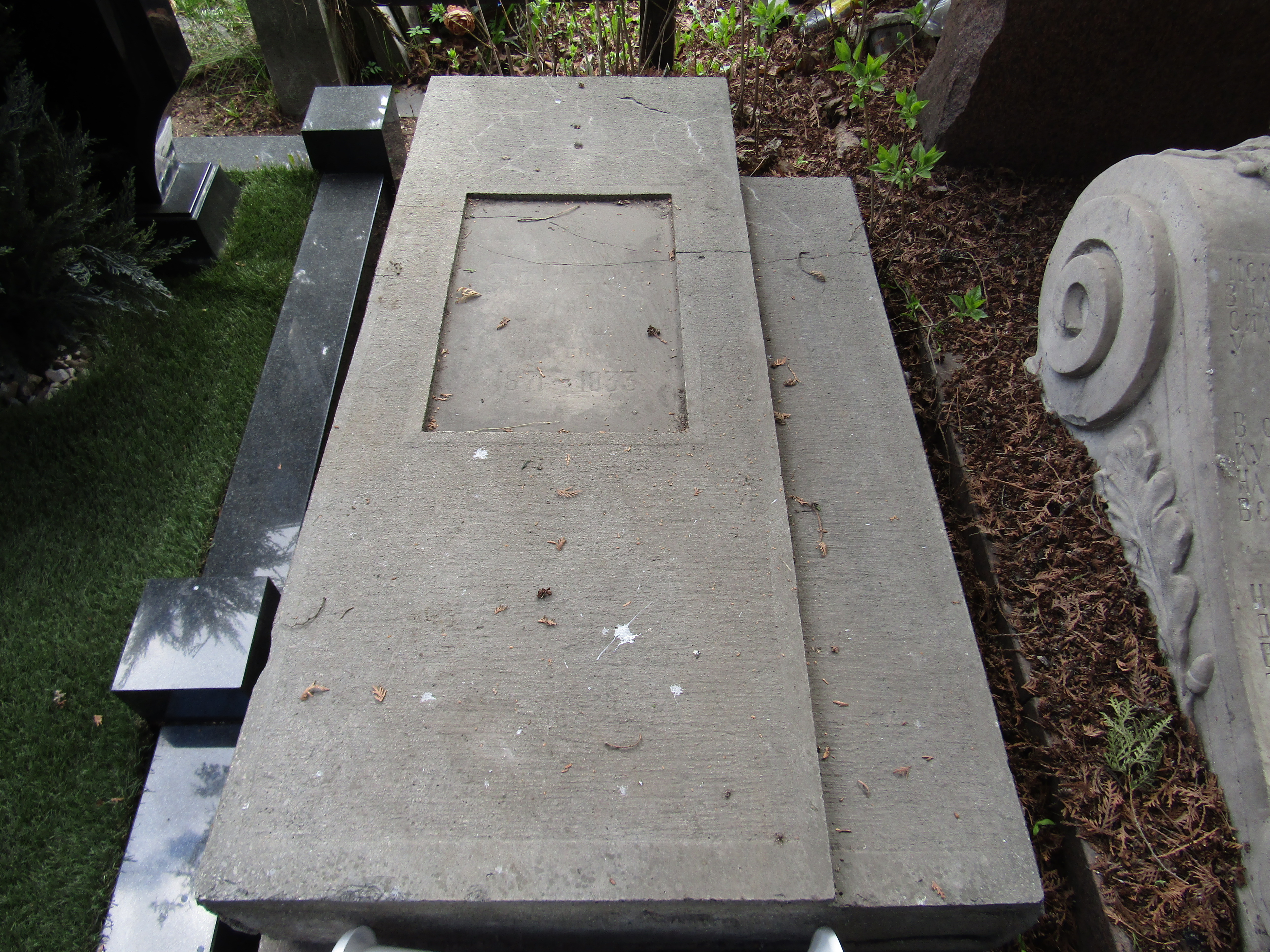
Надгробие

Один из главных инициаторов создания совхозов и трудовых коммун. Также при нём делался упор на «колонизацию» — процесс переселения крестьянских масс на пустующие окраины.
Умер 21 мая 1933 года и был похоронен на Новодевичьем кладбище в Москве. На надгробье была сделана надпись: «Он любил природу и человека, за счастье которого боролся».
На доме, в котором он жил в 1917 году, на улице Пожалостина (бывш. Селезневская), установлена мемориальная доска. Его именем названа одна из улиц Рязани.